# Tim Smyczek
Pour les articles homonymes, voir Smyczek.
 (décembre 2024).
Si vous disposez d'ouvrages ou d'articles de référence ou si vous connaissez des sites web de qualité traitant du thème abordé ici, merci de compléter l'article en donnant les références utiles à sa vérifiabilité et en les liant à la section « Notes et références ».
Tim Smyczek, né le 30 décembre 1987 à Milwaukee, est un joueur de tennis professionnel américain.

## Carrière
Sur le circuit ATP, il a atteint une seule finale, en double, au tournoi de Newport 2013 avec son compatriote Rhyne Williams, battus par les Français Nicolas Mahut et Édouard Roger-Vasselin. Son meilleur résultat au simple sur le circuit principal est une demi-finale à Newport en 2018. En termes de matches, il a notamment battu Kei Nishikori, John Isner, Ivo Karlović, Sam Querrey, Robby Ginepri, Gilles Müller et Benjamin Becker. Il a également tenu tête à Rafael Nadal au deuxième tour de l'Open d'Australie 2015, s'inclinant en 5 sets après 4 heures de jeu. Son meilleur parcours en Grand Chelem est un troisième tour lors de l'US Open 2013.
Sur le circuit Challenger, il a remporté 6 titres en simple : à Tallahassee et Champaign en 2012, à Knoxville en 2013, Dallas et Tiburon en 2015 et Charlottesville en 2017. Il a aussi gagné deux titres Challenger en double.

## Religion
Catholique, il est un coopérateur de l'Opus Dei.

## Palmarès

### Finale en double messieurs
| No | Date       | Nom et lieu du tournoi                    | Catégorie | Dotation  | Surface      | Vainqueurs                           | Partenaire     | Score             |          |
| -- | ---------- | ----------------------------------------- | --------- | --------- | ------------ | ------------------------------------ | -------------- | ----------------- | -------- |
| 1  | 08-07-2013 | Hall of Fame Tennis Championships Newport | ATP 250   | 455 775 $ | Gazon (ext.) | Nicolas Mahut Édouard Roger-Vasselin | Rhyne Williams | 64-7, 6-2, [10-5] | Parcours |

## Parcours dans les tournois duGrand Chelem

### En simple
| Année | Open d'Australie | Open d'Australie | Internationaux de France | Internationaux de France | Wimbledon       | Wimbledon     | US Open         | US Open          |
| ----- | ---------------- | ---------------- | ------------------------ | ------------------------ | --------------- | ------------- | --------------- | ---------------- |
| 2010  | —                | —                | —                        | —                        | —               | —             | 1er tour (1/64) | Thomaz Bellucci  |
| 2011  | —                | —                | 1er tour (1/64)          | J. I. Chela              | —               | —             | —               | —                |
| 2012  | —                | —                | —                        | —                        | —               | —             | 2e tour (1/32)  | Kei Nishikori    |
| 2013  | 2e tour (1/32)   | David Ferrer     | —                        | —                        | —               | —             | 3e tour (1/16)  | M. Granollers    |
| 2014  | 1er tour (1/64)  | R. Bautista-Agut | —                        | —                        | —               | —             | 2e tour (1/32)  | R. Bautista-Agut |
| 2015  | 2e tour (1/32)   | Rafael Nadal     | 1er tour (1/64)          | Kevin Anderson           | 1er tour (1/64) | Fabio Fognini | 1er tour (1/64) | Milos Raonic     |
| 2016  | 2e tour (1/32)   | Viktor Troicki   | —                        | —                        | —               | —             | —               | —                |
| 2017  | —                | —                | —                        | —                        | —               | —             | 1er tour (1/64) | P. Kohlschreiber |
| 2018  | 2e tour (1/32)   | A. Ramos-Viñolas | —                        | —                        | —               | —             | 1er tour (1/64) | J.-L. Struff     |

N.B. : à droite du résultat se trouve le nom de l'ultime adversaire.

### En double
| Année | Open d'Australie | Open d'Australie | Internationaux de France | Internationaux de France | Wimbledon                                                                        | Wimbledon                                                                             | US Open                                                                                | US Open |
| ----- | ---------------- | ---------------- | ------------------------ | ------------------------ | -------------------------------------------------------------------------------- | ------------------------------------------------------------------------------------- | -------------------------------------------------------------------------------------- | ------- |
| 2010  | —                | —                | —                        | —                        | —                                                                                | —                                                                                     | 2e tour (1/16) B. Klahn \|\| style="text-align:left;" \| Bob Bryan Mike Bryan          |         |
| 2011  | —                | —                | —                        | —                        | —                                                                                | —                                                                                     | —                                                                                      | —       |
| 2012  | —                | —                | —                        | —                        | —                                                                                | —                                                                                     | —                                                                                      | —       |
| 2013  | —                | —                | —                        | —                        | 1er tour (1/32) D. Kudla \|\| style="text-align:left;" \| A. Begemann M. Emmrich | —                                                                                     | —                                                                                      |         |
| 2014  | —                | —                | —                        | —                        | —                                                                                | —                                                                                     | 1/8 de finale B. Klahn \|\| style="text-align:left;" \| Bob Bryan Mike Bryan           |         |
| 2015  | —                | —                | —                        | —                        | 1er tour (1/32) J. Veselý \|\| style="text-align:left;" \| R. Bopanna F. Mergea  | 1er tour (1/32) Denis Kudla \|\| style="text-align:left;" \| J. S. Cabal Robert Farah |                                                                                        |         |
| 2019  | —                | —                | —                        | —                        | —                                                                                | —                                                                                     | 1er tour (1/32) M. Krueger \|\| style="text-align:left;" \| Martin Damm Jr. Toby Kodat |         |

N.B. : le nom du ou de la partenaire se trouve sous le résultat ; le nom des ultimes adversaires se trouve à droite.

## Parcours dans lesMasters 1000
| Année | Indian Wells             | Miami                  | Monte-Carlo | Rome | Madrid | Canada               | Cincinnati | Shanghai | Paris |
| ----- | ------------------------ | ---------------------- | ----------- | ---- | ------ | -------------------- | ---------- | -------- | ----- |
| 2010  | 1er tour Carlos Moyà     | —                      | —           | —    | —      | —                    | —          | —        | —     |
| 2011  | 2e tour Kohlschreiber    | —                      | —           | —    | —      | —                    | —          | —        | —     |
| 2012  | 1er tour Sam Querrey     | —                      | —           | —    | —      | —                    | —          | —        | —     |
| 2013  | 1er tour Lu Yen-hsun     | 1er tour D. Toursounov | —           | —    | —      | —                    | —          | —        | —     |
| 2014  | 2e tour A. Dolgopolov    | —                      | —           | —    | —      | 2e tour F. López     | —          | —        | —     |
| 2015  | 2e tour Kohlschreiber    | 2e tour J.-W. Tsonga   | —           | —    | —      | —                    | —          | —        | —     |
| 2016  | 1er tour J. M. del Potro | 3e tour N. Kyrgios     | —           | —    | —      | 1er tour P. Polansky | —          | —        | —     |
| 2017  | —                        | 1er tour Guido Pella   | —           | —    | —      | 1er tour R. Bautista | —          | —        | —     |
| 2018  | 2e tour Kohlschreiber    | —                      | —           | —    | —      | —                    | —          | —        | —     |

N.B. : sous le résultat se trouve le nom de l’ultime adversaire.

## Classements ATP en fin de saison
| Année          | 2004 | 2005 | 2006 | 2007 | 2008 | 2009 | 2010 | 2011 | 2012 | 2013 | 2014 | 2015 | 2016 | 2017 | 2018 |
| Rang en simple | 1175 | 1165 | 570  | 703  | 346  | 281  | 171  | 273  | 130  | 89   | 115  | 110  | 140  | 130  | 173  |
| Rang en double | -    | 1483 | 831  | 436  | 372  | 994  | 444  | -    | 462  | 183  | 248  | -    | -    | 1225 | 1015 |

Source : (en) Classements de Tim Smyczek sur le site officiel de la Fédération internationale de tennis